# 朧の森に棲む鬼
『朧の森に棲む鬼』は、2007年に劇団☆新感線が上演した舞台劇である。2024年には「歌舞伎NEXT」第2弾として上演された。

## 概要
2007年にInouekabuki shochiku-mixとして上演。1月に新橋演舞場にて、2月に大阪松竹座にて上演された。市川染五郎（現・松本幸四郎）と劇団☆新感線がタッグを組んだのは『阿修羅城の瞳』（2000年、2003年再演）、『アテルイ』（2002年）、『髑髏城の七人～アオドクロ』（2004年）に続き4作目となる。
『髑髏城の七人～アオドクロ』で市川染五郎が演じた悪役・天魔王を見て、脚本の中島かずきや演出のいのうえひでのりらが、悪役を演じる彼に魅力を感じたことから本作が生まれた。『リチャード三世』を下敷きにしたダークヒーローの物語を『マクベス』や酒呑童子伝説の世界観も取り入れて、壮大な時代劇に仕立てた。
2024年、「歌舞伎NEXT」第2弾として『朧の森に棲む鬼』を上演。11月から12月に新橋演舞場にて、翌2025年2月に博多座にて上演された。初演から17年ぶりの再演であり、歌舞伎NEXTとしては第1弾の『阿弖流為』から9年ぶりの上演となる。主人公ライは、初演で演じた松本幸四郎と、新たに出演となる尾上松也がダブルキャストで務める。
歌舞伎NEXT第1弾に引き続き、演出はいのうえひでのり、脚本は中島かずき、その他にも劇団☆新感線ではおなじみのスタッフが多く参加した。さらに竹本や鳴物、附け打ちなどが加わり、宙乗りをはじめとする歌舞伎の演出も多数取り入れ、前回以上に歌舞伎と新感線の世界観を混ぜ合わせることを目指している。
2026年にはシネマ歌舞伎として劇場公開されることが決定している。

## ストーリー
戦乱の世、ライは落武者狩りで生計を立てつつも、嘘を武器にのし上がることを夢見ていた。ある日、彼は神秘の森に踏み入ったところ、出くわした森の魔物・オボロたちから「お前の命と引き換えにこの国の王座を与えよう」と契約を持ち掛けられ、「俺が俺に殺される時が来たら、おとなしく命をくれてやる」と契約を交わす。
魔物たちから授けられたオボロの剣は、ライの舌に合わせて動き、人を斬っては赤い血の雨を降らすという効果があった。ライはその舌先で嘘を巧みに操り、王座を目指すも、それは破滅の始まりだった。

## 登場人物
役名：新感線版キャスト(2007年)／歌舞伎版キャスト(2024年)
- ライ：市川染五郎（現・松本幸四郎） ／松本幸四郎・尾上松也（ダブルキャスト）
- キンタ：阿部サダヲ ／尾上右近
- ツナ/オボロヒ：秋山菜津子 ／中村時蔵
- シキブ/オボロミ：高田聖子 ／坂東新悟
- シュテン/オボロツ：真木よう子 ／市川染五郎

《エイアン国・宮廷人》
- イチノオオキミ：田山涼成／坂東彌十郎
- ウラベ：粟根まこと ／片岡亀蔵
- サダミツ：小須田康人 ／尾上松也・松本幸四郎（ダブルキャスト）
- ヤスマサ：横山一敏／川原正嗣
- ショウゲン：河野まさと ／大谷廣太郎
- ダザイ：礒野慎吾 ／坂東彌三郎
- インギン：武田浩二／ -
- アラドウジ：川原正嗣 ／澤村宗之助
- オクマ：中谷さとみ／片岡千壽

《エイアン国・暗黒街ラジョウの民》
- マダレ：古田新太／市川猿弥
- フエ：山本カナコ ／尾上菊三呂
- ハ：前田悟 ／ -

《オーエ国・シュテンの部下》
- バラキ：村木仁 ／松本幸蔵
- トラド：逆木圭一郎 ／中村吉兵衛
- ホシド：吉田メタル ／中村吉二郎
- カネド：保坂エマ ／ -

## 上演データ

### 劇団☆新感線版（2007年）
作：中島かずき　　演出：いのうえひでのり
- 2007年1月2日-27日 新橋演舞場（プレビュー公演 12月29日-30日、カウントダウン公演:12月31日）
- 2007年2月3日-25日 大阪松竹座

出演
- ライ：市川染五郎
- キンタ：阿部サダヲ
- ツナ/オボロヒ：秋山菜津子
- シュテン/オボロツ：真木よう子
- シキブ/オボロミ：高田聖子
- ウラベ：粟根まこと
- サダミツ：小須田康人
- イチノオオキミ：田山涼成
- マダレ：古田新太

《エイアン国・宮廷人》
- ショウゲン：河野まさと
- ダザイ：礒野慎吾
- インギン：武田浩二
- オクマ：中谷さとみ
- アラドウジ：川原正嗣
- ヤスマサ：横山一敏

《エイアン国・暗黒街ラジョウの民》
- フエ：山本カナコ
- ハ：前田悟

《オーエ国・シュテンの部下》
- バラキ：村木仁
- トラド：逆木圭一郎
- ホシド：吉田メタル
- カネド：保坂エマ

《宮女/ラジョウの人々/兵士/戦士ほか》
- 藤家剛・佐治康志・矢部敬三・加藤学・川島弘之・長谷川聖・愛田芽久・安藤由紀・池永悦美・岡久美香・戸田朱美・中間千草・NAMI・松下美穂・優花えり

### 歌舞伎NEXT（2024年）
作：中島かずき　　演出：いのうえひでのり
- 2024年11月30日-12月26日 新橋演舞場
- 2025年2月4日-25日 博多座

出演
- ライ/サダミツ（交互出演）：松本幸四郎
- ライ/サダミツ（交互出演）：尾上松也
- ツナ/オボロヒ：中村時蔵
- シキブ/オボロミ：坂東新悟
- キンタ：尾上右近
- シュテン/オボロツ：市川染五郎
- アラドウジ：澤村宗之助
- ショウゲン：大谷廣太郎
- マダレ：市川猿弥
- ウラベ：片岡亀蔵
- イチノオオキミ：坂東彌十郎

- 尾上菊三呂・尾上徳松・松本幸蔵・片岡千壽・中村梅乃・中村吉兵衛・中村春之助・中村吉二郎・坂東彌三郎・片岡千太郎
- 松本幸之助・松本錦一・尾上隆松・尾上まつ虫・坂東彌七・坂東彌紋・坂東彌光・中村好蝶・市川裕喜・片岡燕治郎・澤村伊助・市川喜太郎
- 川原正嗣・藤家剛・あきつ来野良・菊地雄人・井上秀之・太田達也・遠藤崇之・香川正樹・小川勝也・井手健太郎・藤井惇成

## 戯曲
- 中島かずき『朧の森に棲む鬼』K.Nakashima selection Vol.13（2007年1月 論創社）ISBN 978-4-8460-0625-9
- 中島かずき『朧の森に棲む鬼 2024年版』K.Nakashima Selection Vol.43（2024年11月 論創社）ISBN 978-4-8460-2496-3